# Hairatan
Hairatan (persisch حیرتان, DMG Ḥairatān) ist eine Grenz- und Hafenstadt im Norden der Provinz Balch, Afghanistan.
Sie liegt auf 300 m Höhe am Südufer des Flusses Amudarja, der die Grenze zwischen Afghanistan und Usbekistan bildet. Die am 12. Mai 1982 eröffnete Brücke der Freundschaft Afghanistan-Usbekistan, eine kombinierte Eisenbahn- und Straßenbrücke, verbindet Hairatan mit der usbekischen Stadt Termiz. Hairatan entwickelte sich in den vergangenen Jahren zu einem der wichtigsten Umschlagsplätze in Afghanistan.

## Geschichte
Anfang der 1990er Jahre war Hairatan der Standort der 70. Division von General Abdul Momen, der mit Abdul Raschid Dostums Miliz „Nationale Islamische Bewegung Afghanistans“ locker verbündet war. Nachdem Momen am 5. Januar 1994 mit einer reaktiven Panzerbüchse getötet worden war, löste sich seine Division auf.
Nach dem Ende der Taliban-Herrschaft und der Amtseinsetzung des prowestlichen Präsidenten Hamid Karzai im Dezember 2001 entwickelte sich Hairatan für die neue Regierung zu einem Ort von großer strategischer Bedeutung. Die neuen, von der NATO ausgebildeten afghanischen Sicherheitskräfte (ANSF) richteten hier Militärbasen ein, um die Sicherheit für die Grenzaktivitäten zu gewährleisten; dabei schützt die Afghanische Grenzpolizei (ABP) die Grenze selbst, während die Afghanische Zollverwaltung den Warenhandel regelt und überwacht. Sie werden unterstützt von der Afghanischen Nationalarmee und bis Ende 2014 von den internationalen ISAF-Kräften.

## Verkehr
Hairatan war zunächst der Endpunkt der heutigen Bahnstrecke Termiz–Masar-e Scharif, die ursprünglich nach etwa zehn Kilometern aus Termiz kommend im Güterbahnhof von Hairatan endete. Hierüber wurde 2011 etwa die Hälfte aller afghanischen Importe abgewickelt. Seitens Usbekistan war die Eisenbahnstrecke aus politischen Gründen von 1996 bis 2001 geschlossen. Seitdem verkehren auf ihr wieder Züge. Die Verlängerung zum 75 km entfernten Flughafen der afghanischen Stadt Masar-e Scharif wurde nach zehnmonatiger Bauzeit am 3. Februar 2012 offiziell eingeweiht.
Die Hairatan Road ist eine 55 km lange Straße, die Hairatan mit der afghanischen Ring Road verbindet. Auf dieser wird nach weiteren 27 km Mazar-i-Sharif erreicht.